# Temporada 1996-97 de los Dallas Mavericks
La temporada 1996-97 fue la decimoséptima de los Dallas Mavericks en la NBA. La temporada regular acabó con 24 victorias y 58 derrotas, ocupando el undécimo puesto de la conferencia Oeste, no logrando clasificarse para los playoffs.

## Elecciones en elDraft
| Ronda | Puesto | Jugador          | Posición  | Nacionalidad   | Universidad          |
| ----- | ------ | ---------------- | --------- | -------------- | -------------------- |
| 1     | 9      | Samaki Walker    | Ala-Pívot | Estados Unidos | Louisville           |
| 2     | 34     | Shawn Harvey     | Escolta   | Estados Unidos | West Virginia State* |
| 2     | 56     | Darnell Robinson | Pívot     | Estados Unidos | Arkansas             |

## Temporada regular
| División Medio Oeste     | División Medio Oeste | División Medio Oeste | División Medio Oeste | División Medio Oeste | División Medio Oeste | División Medio Oeste | División Medio Oeste | División Medio Oeste |
| Equipo                   | G                    | P                    | %                    | PD                   | Casa                 | Fuera                | Div                  |                      |
| ------------------------ | -------------------- | -------------------- | -------------------- | -------------------- | -------------------- | -------------------- | -------------------- | -------------------- |
| y-Utah Jazz              | 64                   | 18                   | .780                 | –                    | 38–3                 | 26–15                | 19–5                 |                      |
| x-Houston Rockets        | 57                   | 25                   | .695                 | 7                    | 30–11                | 27–14                | 19–5                 |                      |
| x-Minnesota Timberwolves | 40                   | 42                   | .488                 | 24                   | 25–16                | 15–26                | 16–8                 |                      |
| Dallas Mavericks         | 24                   | 58                   | .293                 | 40                   | 14–27                | 10–31                | 9–15                 |                      |
| Denver Nuggets           | 21                   | 61                   | .256                 | 43                   | 12–29                | 9–32                 | 7–17                 |                      |
| San Antonio Spurs        | 20                   | 62                   | .244                 | 44                   | 12–29                | 8–33                 | 8–16                 |                      |
| Vancouver Grizzlies      | 14                   | 68                   | .171                 | 50                   | 8–33                 | 6–35                 | 6–18                 |                      |

## Estadísticas

### Temporada regular
| Rk | Jugador          | Edad | Pos. | P  | PT | MP   | TC  | TCI  | %TC  | T3  | T3I | %T3   | TL  | TLI | %TL   | RO  | RD  | RT  | AS  | RB  | TAP | BP  | FP  | PTS  |
| -- | ---------------- | ---- | ---- | -- | -- | ---- | --- | ---- | ---- | --- | --- | ----- | --- | --- | ----- | --- | --- | --- | --- | --- | --- | --- | --- | ---- |
| 1  | Jim Jackson      | 26   | SG   | 46 | 46 | 36.4 | 5.7 | 12.8 | .442 | 1.0 | 3.0 | .331  | 3.2 | 4.1 | .787  | 1.8 | 3.2 | 4.9 | 3.4 | 1.2 | 0.3 | 2.3 | 2.5 | 15.5 |
| 2  | Jason Kidd       | 23   | PG   | 22 | 22 | 36.0 | 3.4 | 9.2  | .369 | 1.0 | 3.0 | .323  | 2.1 | 3.1 | .667  | 1.4 | 2.7 | 4.1 | 9.1 | 2.0 | 0.4 | 3.0 | 1.9 | 9.9  |
| 3  | Michael Finley   | 23   | SF   | 56 | 36 | 35.6 | 6.0 | 13.8 | .432 | 1.6 | 4.0 | .387  | 2.5 | 3.1 | .807  | 1.0 | 3.5 | 4.5 | 2.8 | 0.9 | 0.4 | 2.1 | 1.7 | 16.0 |
| 4  | A.C. Green       | 33   | PF   | 56 | 54 | 34.7 | 3.1 | 6.4  | .486 | 0.0 | 0.3 | .059  | 1.7 | 2.7 | .651  | 3.4 | 5.9 | 9.3 | 0.9 | 0.9 | 0.3 | 1.0 | 2.0 | 7.9  |
| 5  | Sasha Danilović  | 26   | SG   | 13 | 9  | 33.7 | 5.6 | 13.4 | .420 | 1.7 | 4.6 | .367  | 3.7 | 4.4 | .842  | 0.6 | 2.0 | 2.6 | 1.9 | 1.2 | 0.1 | 1.7 | 2.8 | 16.6 |
| 6  | Shawn Bradley    | 24   | C    | 33 | 32 | 32.1 | 6.3 | 13.6 | .461 | 0.0 | 0.1 | .000  | 2.1 | 3.2 | .642  | 3.1 | 5.5 | 8.7 | 1.0 | 0.5 | 2.7 | 2.1 | 3.5 | 14.6 |
| 7  | Robert Pack      | 27   | PG   | 20 | 11 | 29.9 | 4.0 | 11.0 | .361 | 0.5 | 1.9 | .237  | 3.1 | 3.7 | .849  | 0.7 | 2.4 | 3.0 | 6.4 | 1.8 | 0.2 | 3.4 | 2.8 | 11.5 |
| 8  | Khalid Reeves    | 24   | PG   | 13 | 12 | 29.5 | 3.3 | 8.5  | .387 | 0.5 | 2.7 | .200  | 0.7 | 0.9 | .750  | 0.9 | 1.5 | 2.4 | 4.3 | 0.8 | 0.2 | 2.0 | 3.1 | 7.8  |
| 9  | Derek Harper     | 35   | PG   | 75 | 29 | 29.5 | 4.0 | 9.0  | .444 | 0.8 | 2.3 | .341  | 1.3 | 1.7 | .742  | 0.4 | 1.4 | 1.8 | 4.3 | 1.2 | 0.2 | 1.8 | 1.9 | 10.0 |
| 10 | George McCloud   | 29   | SF   | 41 | 26 | 29.4 | 5.0 | 11.8 | .423 | 1.9 | 5.0 | .380  | 1.9 | 2.2 | .837  | 0.7 | 2.8 | 3.5 | 2.2 | 1.3 | 0.2 | 1.3 | 2.6 | 13.7 |
| 11 | Erick Strickland | 23   | SG   | 28 | 15 | 27.1 | 3.6 | 9.1  | .398 | 1.0 | 3.3 | .304  | 2.3 | 2.9 | .813  | 0.8 | 2.5 | 3.2 | 2.4 | 1.0 | 0.2 | 2.4 | 2.7 | 10.6 |
| 12 | Chris Gatling    | 29   | PF   | 44 | 1  | 27.1 | 7.0 | 13.2 | .533 | 0.0 | 0.1 | .167  | 5.0 | 7.1 | .706  | 2.9 | 5.0 | 7.9 | 0.6 | 0.8 | 0.7 | 2.6 | 2.8 | 19.1 |
| 13 | Jamal Mashburn   | 24   | SF   | 37 | 21 | 26.4 | 3.8 | 10.2 | .372 | 1.1 | 3.5 | .321  | 1.9 | 3.0 | .649  | 0.8 | 2.4 | 3.1 | 2.5 | 0.9 | 0.1 | 1.5 | 1.9 | 10.6 |
| 14 | Sam Cassell      | 27   | PG   | 16 | 13 | 24.9 | 4.4 | 10.3 | .424 | 0.9 | 3.1 | .306  | 2.6 | 3.1 | .840  | 0.9 | 2.3 | 3.1 | 3.6 | 1.1 | 0.4 | 2.6 | 3.0 | 12.3 |
| 15 | Jamie Watson     | 24   | SF   | 10 | 6  | 21.1 | 2.0 | 4.7  | .426 | 0.3 | 0.9 | .333  | 0.2 | 0.4 | .500  | 1.4 | 1.5 | 2.9 | 2.3 | 1.1 | 0.2 | 1.5 | 1.8 | 4.5  |
| 16 | Eric Montross    | 25   | C    | 47 | 46 | 20.9 | 1.8 | 4.0  | .460 | 0.0 | 0.0 |       | 0.2 | 0.7 | .294  | 1.4 | 3.6 | 5.0 | 0.7 | 0.2 | 0.7 | 1.1 | 3.2 | 3.9  |
| 17 | Oliver Miller    | 26   | C    | 42 | 0  | 19.9 | 1.8 | 3.7  | .494 | 0.0 | 0.0 | .000  | 0.7 | 1.3 | .528  | 2.0 | 3.6 | 5.5 | 1.4 | 0.8 | 1.2 | 1.7 | 3.2 | 4.3  |
| 18 | Samaki Walker    | 20   | PF   | 43 | 12 | 14.0 | 1.9 | 4.3  | .444 | 0.0 | 0.0 | .000  | 1.1 | 1.7 | .649  | 1.1 | 2.3 | 3.4 | 0.4 | 0.3 | 0.5 | 0.9 | 1.7 | 5.0  |
| 19 | Loren Meyer      | 24   | PF   | 19 | 16 | 13.6 | 1.8 | 4.1  | .436 | 0.1 | 0.1 | .500  | 0.5 | 0.6 | .750  | 0.7 | 1.8 | 2.6 | 0.4 | 0.3 | 0.2 | 1.4 | 2.7 | 4.1  |
| 20 | Tony Dumas       | 24   | SG   | 18 | 0  | 12.6 | 1.5 | 4.3  | .351 | 0.2 | 1.3 | .125  | 0.8 | 1.3 | .652  | 0.2 | 0.6 | 0.8 | 1.2 | 0.6 | 0.1 | 0.8 | 2.0 | 4.0  |
| 21 | Stacey King      | 30   | C    | 6  | 0  | 11.7 | 1.0 | 2.5  | .400 | 0.0 | 0.0 |       | 0.0 | 0.7 | .000  | 1.7 | 1.3 | 3.0 | 0.0 | 0.3 | 0.0 | 0.8 | 1.8 | 2.0  |
| 22 | Martin Müürsepp  | 22   | PF   | 32 | 0  | 10.0 | 1.5 | 3.7  | .419 | 0.1 | 0.6 | .150  | 1.2 | 1.8 | .679  | 1.0 | 0.9 | 1.9 | 0.5 | 0.4 | 0.3 | 0.5 | 1.7 | 4.3  |
| 23 | Greg Dreiling    | 34   | C    | 40 | 3  | 9.7  | 0.9 | 1.9  | .459 | 0.0 | 0.0 | 1.000 | 0.3 | 0.7 | .407  | 0.5 | 1.4 | 1.9 | 0.3 | 0.2 | 0.2 | 0.2 | 1.6 | 2.0  |
| 24 | Ed O'Bannon      | 24   | SF   | 19 | 0  | 9.2  | 0.9 | 3.8  | .236 | 0.1 | 0.5 | .100  | 0.6 | 0.6 | .917  | 0.5 | 1.4 | 1.9 | 0.6 | 0.3 | 0.1 | 0.3 | 1.0 | 2.4  |
| 25 | Stevin Smith     | 25   | SG   | 8  | 0  | 7.5  | 0.8 | 2.3  | .333 | 0.1 | 0.8 | .167  | 0.1 | 0.1 | 1.000 | 0.3 | 1.0 | 1.3 | 0.5 | 0.1 | 0.0 | 0.5 | 1.1 | 1.8  |
| 26 | Jason Sasser     | 23   | SF   | 2  | 0  | 3.5  | 0.5 | 2.0  | .250 | 0.0 | 0.5 | .000  | 0.0 | 0.0 |       | 0.5 | 0.0 | 0.5 | 0.5 | 0.5 | 0.0 | 0.0 | 0.0 | 1.0  |
| 27 | Fred Roberts     | 36   | PF   | 12 | 0  | 3.3  | 0.5 | 1.3  | .400 | 0.0 | 0.0 |       | 0.8 | 1.2 | .714  | 0.2 | 0.7 | 0.8 | 0.0 | 0.0 | 0.1 | 0.4 | 0.2 | 1.8  |

## Galardones y récords
| Jugador       | Galardón |
| Chris Gatling | All-Star |